# 南日恒太郎

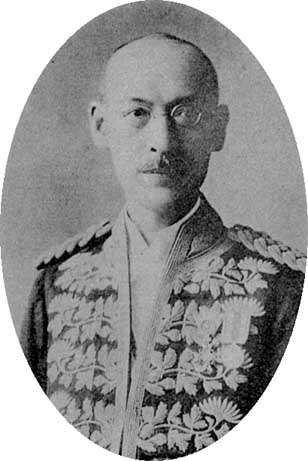
南日恒太郎

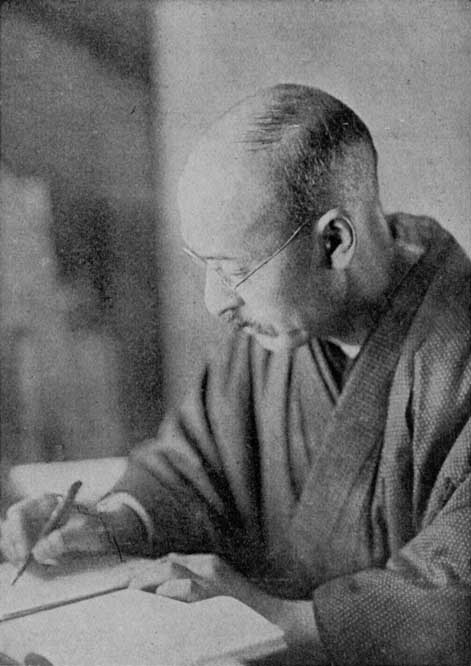
南日恒太郎

南日 恒太郎（なんにち つねたろう、明治4年9月30日（1871年11月12日） - 昭和3年（1928年）7月20日）は、明治から大正にかけての英語教育者。旧制富山高等学校初代校長。

## 生涯
富山県生まれ。弟には田部隆次、田部重治がおり、ともに英文学者となった。
1885年（明治18年）9月、富山中学校（現：富山県立富山高等学校）に入学し、第四高等学校進学を目指したが、ストライキに加担したことと眼病により中退し、5年で退学。独学で教員検定試験に合格した。東京の正則英語学校（現：正則学園高等学校）で教員を務めたのち、第三高等学校（現：京都大学）教授となり、1902年（明治35年）に学習院教授となる。神田乃武とともに明治期英語教育の先駆者であり、『英文解釈法』（1905年）、『和文英訳法』（1914年）をはじめとして多くの英語参考書を著した。
1923年（大正12年）、廻船商馬場はるの出資により富山高等学校（現：富山大学）が設立されると、初代校長に迎えられる。
次弟の隆次は日本研究家のラフカディオ・ハーン（小泉八雲）の高弟であり、全集出版に関わるなどセツ夫人ら遺族との親交が深かった。1923年（大正12年）9月の関東大震災を契機として、小泉家はハーンの蔵書の安全な引き受け先を探し、三弟田部重治の勤務先である法政大学とも交渉が行われたが費用面で折り合わなかった。これを知った恒太郎は、富山高校で譲り受けることとし、馬場はるに購入資金を懇請した。2500冊に及ぶハーンの蔵書「ヘルン文庫」が馬場はるより富山高等学校に寄贈された。「ヘルン文庫」は富山大学に引き継がれ、附属中央図書館が所蔵している。
1928年（昭和3年）、岩瀬浜で生徒との遊泳中に、心臓麻痺を起こして急死。葬儀には昭和天皇より勅使でお悔やみがあった。
恒太郎自身の蔵書の一部267冊も富山大学附属中央図書館に「南日文庫」として収蔵されている。
富山大学五福キャンパスには富山高校初代校長南日恒太郎の銅像（1929年建立、1962年再建）がある。また、旧制富山高校跡地の馬場記念公園（富山市蓮町）にも南日恒太郎の銅像（1973年建立）、南日を記念した「南日梅林」（1983年開設）がある。

## 家族
弟には、それぞれ別の田部家に養子へ出た田部隆次（英文学者）、田部重治（英文学者）がいる。「南日三兄弟」と称される。
子には、南日凱夫（英文学者）、南日俊夫（海洋学者）、桜井志郎（参議院議員）がいる。凱夫は旧制熊谷中学校（現埼玉県立熊谷高等学校）教諭、東洋大学教授、法政大学教授を歴任し、後に富山県立石動高等学校長を務めた。俊夫は気象庁気象研究所海洋研究部長、日本海洋学会会長（1979年 - 1982年）を務めた。俊夫が海洋学を志すきっかけは父を海難事故で失った事によると言われている。孫の一人は、工学者で筑波大学元副学長・名誉教授の南日康夫。康夫の妻のいとこは作曲家の田中正史である。
姪に村松剛（仏文学者・評論家）・村松英子（女優）の母がいる。また、孫の一人の南日恒夫は日本テレビの技師で、村松英子の夫となっている。

## 栄典
- 1902年（明治35年）10月31日 - 従七位[4]

## 著書
- 難問分類英文詳解 ABC出版社 1903
- 和文英訳法 有朋堂 1904
- 英文解釈法 有朋堂 1905（『難問分類英文詳解』に「大訂正」をば加へたる書帙なりと『英文解釈法』の序にあり）
- 英和双解熟語大辞典 神田乃武共著 有朋堂 1909
- 英文和訳法 有朋堂書店 1914
- 英詩藻塩草 北星堂書店 1916
- 袖珍英和辞典 熊本謙二郎共編 有朋堂 1923
- 熟語大辞典 神田乃武共編 有朋堂
- 英詩文鑑賞 北星堂書店 1932

## 註
1. ↑  “富山高校人物伝｜富山高校同窓会”. www.toyama-taromaru.net. 2024年12月21日閲覧。
2. ↑  ヘルン文庫 - 富山大学付属中央図書館
3. ↑  「桜井志郎」『富山大百科事典 上巻』北日本新聞社、1994年、719頁。
4. ↑  『官報』第5800号「叙任及辞令」1902年11月1日。